# Czernidłówka skrzydlatozarodnikowa
Czernidłówka skrzydlatozarodnikowa (Coprinopsis semitalis (P.D. Orton) Redhead, Vilgalys & Moncalvo) – gatunek grzybów należący do rodziny kruchaweczkowatych (Psathyrellaceae).

## Systematyka
Pozycja w klasyfikacji według Index Fungorum: Coprinopsis, Psathyrellaceae, Agaricales, Agaricomycetidae, Agaricomycetes, Agaricomycotina, Basidiomycota, Fungi.
Po raz pierwszy opisał go w 1972 r. Peter Darbishire Orton, nadając mu nazwę Coprinus semitalis. Badania z zakresu filogenetyki molekularnej wykazały, że rodzaj Coprinus nie był taksonem monofiletycznym i należy go rozbić na rodzaje. Obecną nazwę nadali mu w 2001 r. Scott Alan Redhead, Rytas J. Vilgalys i Jean-Marc Moncalvo. Synonimy:
- Coprinus cinereofloccosus var. angustisporus D.A. Reid 1972
- Coprinus semitalis P.D. Orton 1972

Polską nazwę zarekomendowała w 2025 r. Komisja ds. Polskiego Nazewnictwa Grzybów przy Polskim Towarzystwie Mykologicznym.

## Morfologia
Kapelusz
U młodych okazów, gdy jest jeszcze zamknięty, ma wymiary 3–3 × 0,6–1 cm, jest prawie kulisty, jajowaty do podłużnego, szary do szarobrązowego, pokryty kłaczkowatymi pozostałościami osłony.
Blaszki
Wolne, gęste, rozpływające się, najpierw białe, a na końcu czarne.
Trzon
Wysokość 2–4 cm, średnica 0,2–0,4, cylindryczny i pusty, białawy.
Cechy mikroskopowe
Podstawki 4-zarodnikowe, zarodniki 10,3–10,8 × 7,5–8,1 μm, elipsoidalne lub jajowate, ciemnoczerwonobrązowe z centrlaną porą rostkową i perysporami, które sprawiają, że zarodniki są uskrzydlone. Osłona składa się z kulistych, brodawkowatych komórek.

## Występowanie i siedlisko
Najwięcej stanowisk podano w Europie, poza nią nieliczne w Afryce, Azji, Ameryce Południowej, Austrlii i na Nowej Zelandii. W literaturze naukowej na terenie Polski podano kilka stanowisk, aktualne stanowiska podaje także internetowy atlas grzybów. Znajduje się w nim na liście gatunków zagrożonych i wartych objęcia ochroną.
Saprotrof.